# Marie Heim-Vögtlin
Marie Heim-Vögtlin (ur. 7 października 1845 w Bözen, zm. 7 listopada 1916 w Zurychu) – pierwsza szwajcarska lekarka. Była pierwszą kobietą-lekarką w Szwajcarii, pierwszą kobietą która ukończyła studia medyczne na Uniwersytecie w Zurychu (1874), a w dodatku założyła pierwszy w tym kraju szpital dla kobiet (ginekologiczno-położniczy). Wydała Die Pflege des Kindes im ersten Lebensjahr (1898). Sypmatyzowała z ruchem emancypantek.